# Beihu
Der Stadtbezirk Beihu (北湖区,  Běihú Qū) ist ein Stadtbezirk der bezirksfreien Stadt Chenzhou im Südosten der chinesischen Provinz Hunan. Der Stadtbezirk hat eine Fläche von 828,7 Quadratkilometern und zählt 435.500 Einwohner (Stand: Ende 2018). Er ist Zentrum und Regierungssitz von Chenzhou.

## Administrative Gliederung
Auf Gemeindeebene setzt sich der Stadtbezirk aus vier Straßenvierteln, fünf Großgemeinden und neun Gemeinden (davon zwei der Yao) zusammen. 